# Breaking Hearts Tour
Breaking Hearts Tour – amerykańska trasa koncertowa Eltona Johna z 1984 r. Obejmowała zarówno USA, jak i Kanadę; promowała album Breaking Hearts.

## Program koncertów
1. „Tiny Dancer”
2. „Levon”
3. „Lil’ Fregrator”
4. „Rocket Man”
5. „Daniel”
6. „Restless”
7. „Candle in the Wind”
8. „The Bitch is Back”
9. „Don't Let the Sun Go Down on Me”
10. „Who Wears These Shoes”
11. „Sad Songs (Say So Much)”
12. „Sorry Seems to be the Hardest Word”
13. „Bennie and the Jets”
14. „Philadelphia Freedom”
15. „Blue Eyes”
16. „I Guess That's Why They Call it the Blues”
17. „Kiss the Bride”
18. „One More Arrow”
19. „Too Low for Zero”
20. „I'm Still Standing”
21. „Your Song”
22. „Saturday's Night Alright for Fighting"

Bisy:
1. „Goodbye Yellow Brick Road”
2. „Crocodile Rock"

29 września na koncercie w Dallas po „Crocodile Rock” Elton zagrał wiązankę utworów: „Whole Lotta Shakin’ Going On”, „I Saw Her Standing There” i „Twist And Shout”).

## Lista koncertów
- 17 sierpnia – Tampa, Floryda, USA – Student Activities Center
- 21,22 i 23 sierpnia – Los Angeles – The Forum
- 24 sierpnia – Las Vegas, Nevada, USA – Thomas & Mack Center
- 28 sierpnia – Daly City, Kalifornia, USA – Cow Palace
- 30 sierpnia – Oakland, Kalifornia, USA – Oakland Coliseum
- 31 sierpnia – Tacoma, Waszyngton, USA – Tacoma Dome
- 1 września – Vancouver, Kanada – Pacific Coliseum
- 2 września – Houston, Teksas, USA – The Summit
- 7 września – Denver, Kolorado, USA – McNichols Sports Arena
- 9 września – East Troy, Wisconsin, USA – Alpine Valley Music Theatre
- 11 września – Chicago, Illinois, USA – Rosemont Horizon
- 12 września – Detroit, Michigan, USA – Joe Louis Arena
- 13 września – Toronto, Kanada – Maple Leaf Gardens
- 18 września – Saint Paul, Minnesota, USA – St. Paul Civic Center
- 20 września – Kansas City, Kansas, USA – Kemper Arena
- 28 września – Houston, Teksas, USA – The Summit
- 29 września – Dallas, Teksas, USA – Reunion Arena
- 3 października – Memphis, Tennessee, USA – Mid-South Coliseum
- 6 października – Atlanta, Georgia, USA – Omni Coliseum
- 7 października – Murfreesboro, Tennessee, USA – Murphy Center
- 9 października – Knoxville, Tennessee, USA – Stokely Athletic Center
- 13 października – Hollywood, Floryda, USA – Hollywood Sportatorium
- 17 października – Landover, Maryland, USA – Capital Centre
- 18 października – Pittsburgh, Pensylwania, USA – Civic Arena
- 23, 24, 25 i 26 października – New York City, Nowy Jork, USA – Madison Square Garden
- 28 października – Filadelfia, Pensylwania, USA – The Spectrum
- 30 października – Montreal, Kanada – Montreal Forum
- 3, 4 i 5 listopada – Worcester, Massachusetts, USA – The Centrum
- 7 listopada – Raleigh, Karolina Północna, USA – Reynolds Coliseum
- 8 listopada – Charlotte, Karolina Północna, USA – Charlotte Coliseum
- 12 listopada – New York City, Nowy Jork, USA – Madison Square Garden
- 17 i 18 listopada – Tampa, Floryda, USA – USF Sun Dome